# 2352 Kurchatov
2352 Kurchatov este un asteroid din centura principală, descoperit pe 10 septembrie 1969 de Liudmila Cernîh.